# 比阿特丽斯·科拉莱斯
比阿特丽斯·科拉莱斯（西班牙語：Beatriz Corrales，1992年12月3日—），出生於西班牙马德里自治区的市镇萊加內斯，西班牙女子羽毛球運動員。

## 簡歷
比阿特丽斯·科拉莱斯自小便參與不同的運動，起初都以玩樂為主要目的。她在10歲時加入了家鄉萊加內斯的一家羽毛球俱樂部，開始練習羽毛球；及至15歲時初次參加國際賽事，其後開始投入全職訓練。
2013年，比阿特丽斯·科拉莱斯連奪羅馬尼亞國際賽、法國國際賽、荷蘭國際賽及西班牙公開賽四個比賽的女單冠軍。同年8月，她參加中國廣州舉行的世界羽毛球錦標賽，出戰女子單打項目，首圈以2-1反勝捷克選手克里斯蒂娜·加文霍尔特晉級，但在第二圈就以0比2（12-21、11-21）不敵9號種子、印尼的琳达·韦尼·法内特里出局。
2014年8月，科拉莱斯參加丹麥哥本哈根舉行的世界羽毛球錦標賽，出戰女子單打項目。首圈因對手退賽而自動晉級，但在第二圈就以0比2（18-21、10-21）不敵4號種子、衛冕的拉差诺·因达农出局。
2015年8月，科拉莱斯參加印尼雅加達舉行的世界羽毛球錦標賽，出戰女子單打項目，首圈就以1比2（21-16、20-22、17-21）不敵美國的荣博出局。

### 2017年世錦賽
2017年8月，科拉莱斯參加蘇格蘭格拉斯哥舉行的世界羽毛球錦標賽，以15號種子身分出戰女子單打項目，故在首圈輪空。她在第二圈以2比0打敗德國的路易丝·海姆晉級；但至第三圈面對5號種子、中國的孙瑜時，就以1比2（11-21、21-19、21-23）敗給對手，16強止步。

## 主要比賽成績
只列出曾進入準決賽的國際賽事成績：
| 年份   | 賽事                       | 公開賽級別 | 項目     | 拍檔              | 成績   |
| ------ | -------------------------- | ---------- | -------- | ----------------- | ------ |
| 2009年 | 塞浦路斯羽毛球國際賽       | 國際系列賽 | 女子單打 | －                | 準決賽 |
| 2011年 | 葡萄牙羽毛球國際賽         | 國際系列賽 | 女子單打 | －                | 準決賽 |
| 2011年 | 歐洲青年羽毛球錦標賽       | 其他       | 女子單打 | －                | 亞軍   |
| 2012年 | 葡萄牙羽毛球國際賽         | 國際系列賽 | 女子單打 | －                | 冠軍   |
| 2012年 | 西班牙羽毛球公開賽         | 國際挑戰賽 | 女子單打 | －                | 亞軍   |
| 2012年 | 愛爾蘭羽毛球國際賽         | 國際系列賽 | 女子單打 | －                | 準決賽 |
| 2013年 | 羅馬尼亞羽毛球國際賽       | 國際系列賽 | 女子單打 | －                | 冠軍   |
| 2013年 | 法國羽毛球國際賽           | 國際挑戰賽 | 女子單打 | －                | 冠軍   |
| 2013年 | 芬蘭羽毛球公開賽           | 國際挑戰賽 | 女子單打 | －                | 亞軍   |
| 2013年 | 荷蘭羽毛球國際賽           | 國際挑戰賽 | 女子單打 | －                | 冠軍   |
| 2013年 | 西班牙羽毛球公開賽         | 國際挑戰賽 | 女子單打 | －                | 冠軍   |
| 2013年 | 保加利亞羽毛球國際賽       | 國際挑戰賽 | 女子單打 | －                | 冠軍   |
| 2013年 | 蘇格蘭羽毛球大獎賽         | 大獎賽     | 女子單打 | －                | 準決賽 |
| 2013年 | 威爾斯羽毛球國際賽         | 國際挑戰賽 | 女子單打 | －                | 亞軍   |
| 2013年 | 愛爾蘭羽毛球公開賽         | 國際挑戰賽 | 女子單打 | －                | 亞軍   |
| 2014年 | 法國羽毛球國際賽           | 國際挑戰賽 | 女子單打 | －                | 冠軍   |
| 2014年 | 捷克羽毛球國際賽           | 國際挑戰賽 | 女子單打 | －                | 準決賽 |
| 2014年 | 保加利亞羽毛球國際賽       | 國際挑戰賽 | 女子單打 | －                | 冠軍   |
| 2014年 | 瑞士羽毛球國際賽           | 國際挑戰賽 | 女子單打 | －                | 準決賽 |
| 2014年 | 蘇格蘭羽毛球大獎賽         | 大獎賽     | 女子單打 | －                | 亞軍   |
| 2014年 | 威爾斯羽毛球國際賽         | 國際挑戰賽 | 女子單打 | －                | 冠軍   |
| 2014年 | 愛爾蘭羽毛球公開賽         | 國際挑戰賽 | 女子單打 | －                | 冠軍   |
| 2014年 | 意大利羽毛球國際賽         | 國際挑戰賽 | 女子單打 | －                | 亞軍   |
| 2015年 | 瑞典羽毛球大師賽           | 國際挑戰賽 | 女子單打 | －                | 亞軍   |
| 2015年 | 奧爾良羽毛球國際挑戰賽     | 國際挑戰賽 | 女子單打 | －                | 準決賽 |
| 2015年 | 芬蘭羽毛球公開賽           | 國際挑戰賽 | 女子單打 | －                | 冠軍   |
| 2015年 | 西班牙羽毛球國際賽         | 國際挑戰賽 | 女子單打 | －                | 亞軍   |
| 2015年 | 蘇格蘭羽毛球大獎賽         | 大獎賽     | 女子單打 | －                | 準決賽 |
| 2016年 | 歐洲女子羽毛球團體錦標賽   | 其他       | 女子團體 | －                | 季軍   |
| 2016年 | 奧地利羽毛球公開賽         | 國際挑戰賽 | 女子單打 | －                | 準決賽 |
| 2016年 | 西班牙羽毛球國際賽         | 國際挑戰賽 | 女子單打 | －                | 亞軍   |
| 2016年 | 巴西羽毛球大獎賽           | 大獎賽     | 女子單打 | －                | 冠軍   |
| 2016年 | 荷蘭羽毛球大獎賽           | 大獎賽     | 女子單打 | －                | 準決賽 |
| 2016年 | 威爾斯羽毛球國際賽         | 國際挑戰賽 | 女子單打 | －                | 冠軍   |
| 2017年 | 比利時羽毛球國際賽         | 國際挑戰賽 | 女子單打 | －                | 冠軍   |
| 2017年 | 捷克羽毛球公開賽           | 國際挑戰賽 | 女子單打 | －                | 準決賽 |
| 2017年 | 蘇格蘭羽毛球大獎賽         | 大獎賽     | 女子單打 | －                | 準決賽 |
| 2018年 | 歐洲羽毛球女子團體錦標賽   | 其他       | 女子團體 | －                | 季軍   |
| 2018年 | 地中海運動會羽毛球比賽     | 其他       | 女子單打 | －                | 銀牌   |
| 2018年 | 杜拜羽毛球國際挑戰賽       | 國際挑戰賽 | 女子單打 | －                | 準決賽 |
| 2018年 | 意大利羽毛球國際賽         | 國際挑戰賽 | 女子單打 | －                | 準決賽 |
| 2018年 | 美國羽毛球國際挑戰賽       | 國際挑戰賽 | 女子單打 | －                | 準決賽 |
| 2021年 | 奧地利羽毛球公開賽         | 國際系列賽 | 女子單打 | －                | 準決賽 |
| 2021年 | 奧地利羽毛球公開賽         | 國際系列賽 | 女子雙打 | 克拉拉·阿苏尔门迪 | 準決賽 |
| 2021年 | 墨西哥羽毛球國際挑戰賽     | 國際挑戰賽 | 女子單打 | －                | 冠軍   |
| 2021年 | 墨西哥羽毛球國際挑戰賽     | 國際挑戰賽 | 女子雙打 | 克拉拉·阿苏尔门迪 | 冠軍   |
| 2022年 | 新亞奎丹羽毛球未來系列賽   | 未來系列賽 | 女子雙打 | Paula Lopez       | 亞軍   |
| 2022年 | 加拿大羽毛球國際挑戰賽     | 國際挑戰賽 | 女子雙打 | 克拉拉·阿苏尔门迪 | 亞軍   |
| 2024年 | 歐洲羽毛球男女子團體錦標賽 | 其他       | 女子團體 | －                | 亞軍   |

| 2007-2017年 | 首要超級賽 | 超級賽 | 黃金大獎賽 | 大獎賽 | 國際挑戰賽 | 國際系列賽 | 未來系列賽 | 其他 |

| 2018-2026年 | 總決賽 | 超級1000賽 | 超級750賽 | 超級500賽 | 超級300賽 | 超級100賽 | 國際挑戰賽 | 國際系列賽 | 未來系列賽 | 其他 |

### 奧運會和世錦賽參賽紀錄
|          | 搭檔              | 2013 | 2014 | 2015 | 2016 | 2017 | 2018 |      | 2021 |
| 女子單打 | －                | 32強 | 32強 | 48強 | －   | 16強 | 48強 | －   |      |
|          |                   |      |      |      |      |      |      |      |      |
| 女子雙打 | 克拉拉·阿苏尔门迪 | －   | －   | －   | －   | －   | －   | 32強 |      |